# Малий Обляй
Малий Обляй (хорв. Mali Obljaj) — населений пункт у Хорватії, у Сисацько-Мославинській жупанії у складі міста Глина.

## Населення
Населення за даними перепису 2011 року становило 34 осіб.
Динаміка чисельності населення поселення:

## Клімат
Середня річна температура становить 10,73 °C, середня максимальна – 25,01 °C, а середня мінімальна – -5,85 °C. Середня річна кількість опадів – 1104 мм.
| Клімат поселення                              | Клімат поселення | Клімат поселення | Клімат поселення | Клімат поселення | Клімат поселення | Клімат поселення | Клімат поселення | Клімат поселення | Клімат поселення | Клімат поселення | Клімат поселення | Клімат поселення | Клімат поселення |
| Показник                                      | Січ.             | Лют.             | Бер.             | Квіт.            | Трав.            | Черв.            | Лип.             | Серп.            | Вер.             | Жовт.            | Лист.            | Груд.            |                  |
| Середній максимум, °C                         | 7,02             | 8,67             | 13,12            | 17,36            | 21,82            | 25,01            | 24,30            | 23,76            | 20,28            | 15,43            | 9,47             | 5,53             |                  |
| Середня температура, °C                       | 0,58             | 2,23             | 6,67             | 10,92            | 15,38            | 18,57            | 20,26            | 19,68            | 16,21            | 11,36            | 5,40             | 1,47             |                  |
| Середній мінімум, °C                          | −5,85            | −4,21            | 0,23             | 4,48             | 8,95             | 12,14            | 16,18            | 15,62            | 12,15            | 7,28             | 1,34             | −2,6             |                  |
| Норма опадів, мм                              | 68               | 69               | 78               | 92               | 94               | 100              | 97               | 95               | 102              | 106              | 114              | 89               |                  |
| Середньомісячна швидкість вітру, м/с          | 1.61             | 1.73             | 2.11             | 2.04             | 1.87             | 1.70             | 1.68             | 1.51             | 1.50             | 1.59             | 1.67             | 1.70             |                  |
| Середньомісячна сонячна радіація, кДж/м²·день | 4347             | 7037             | 10656            | 15161            | 19276            | 21327            | 22487            | 19514            | 14434            | 9075             | 4798             | 3555             |                  |
| --------------------------------------------- | ---------------- | ---------------- | ---------------- | ---------------- | ---------------- | ---------------- | ---------------- | ---------------- | ---------------- | ---------------- | ---------------- | ---------------- | ---------------- |
| Джерело:                                      |                  |                  |                  |                  |                  |                  |                  |                  |                  |                  |                  |                  |                  |